# Eschweilera mexicana
Eschweilera mexicana là một loài thực vật linhin thuộc họ Lecythidaceae. Loài này chỉ có ở México.
Chúng hiện đang bị đe dọa vì mất môi trường sống.